# Аксакшурське сільське поселення
Аксакшу́рське сільське поселення — муніципальне утворення в складі Малопургинського району Удмуртії, Росія. Адміністративний центр — присілок Аксакшур.
Населення — 1097 осіб (2015; 1143 в 2012, 1164 в 2010).
До складу поселення входять такі населені пункти:
| Населений пункт       | Населення, осіб (2010) | Населення, осіб (2012) |
| --------------------- | ---------------------- | ---------------------- |
| Аксакшур, присілок    | 696                    | 683                    |
| Байсітово, присілок   | 356                    | 349                    |
| Кутер-Кутон, присілок | 92                     | 91                     |
| Куюки, присілок       | 20                     | 20                     |

В поселенні діють середня (Аксакшур) та початкова (Байсітово) школи, садочок (Аксакшур), 2 фельдшерсько-акушерських пункти (Аксакшур, Байсітово), 2 клуби (Аксакшур, Байсітово), 2 бібліотеки (Аксакшур, Байсітово).
Серед промислових підприємств працюють ТОВ «Байсітово» та СПК «Аксакшур».